# Michele Attendolo
Michele Attendolo, noto anche come Micheletto Attendolo o Micheletto da Cotignola (Cotignola, 1370 circa – Palazzolo sull'Oglio, febbraio 1463), è stato un condottiero italiano, conte di Cotignola e signore di Acquapendente, Alianello, Castelfranco Veneto, Potenza e Pozzolo Formigaro.

## Biografia
Era figlio di Bartolo Attendolo, fratello di Lorenzo, padre di Perino, Raimondo e Pietro Antonio, cugino di Muzio Attendolo Sforza e Francesco Sforza e genero di Niccolò Fortebraccio e Giacomo di Vico. Nel 1419 entrò al servizio dello Stato Pontificio sotto Papa Martino V. 

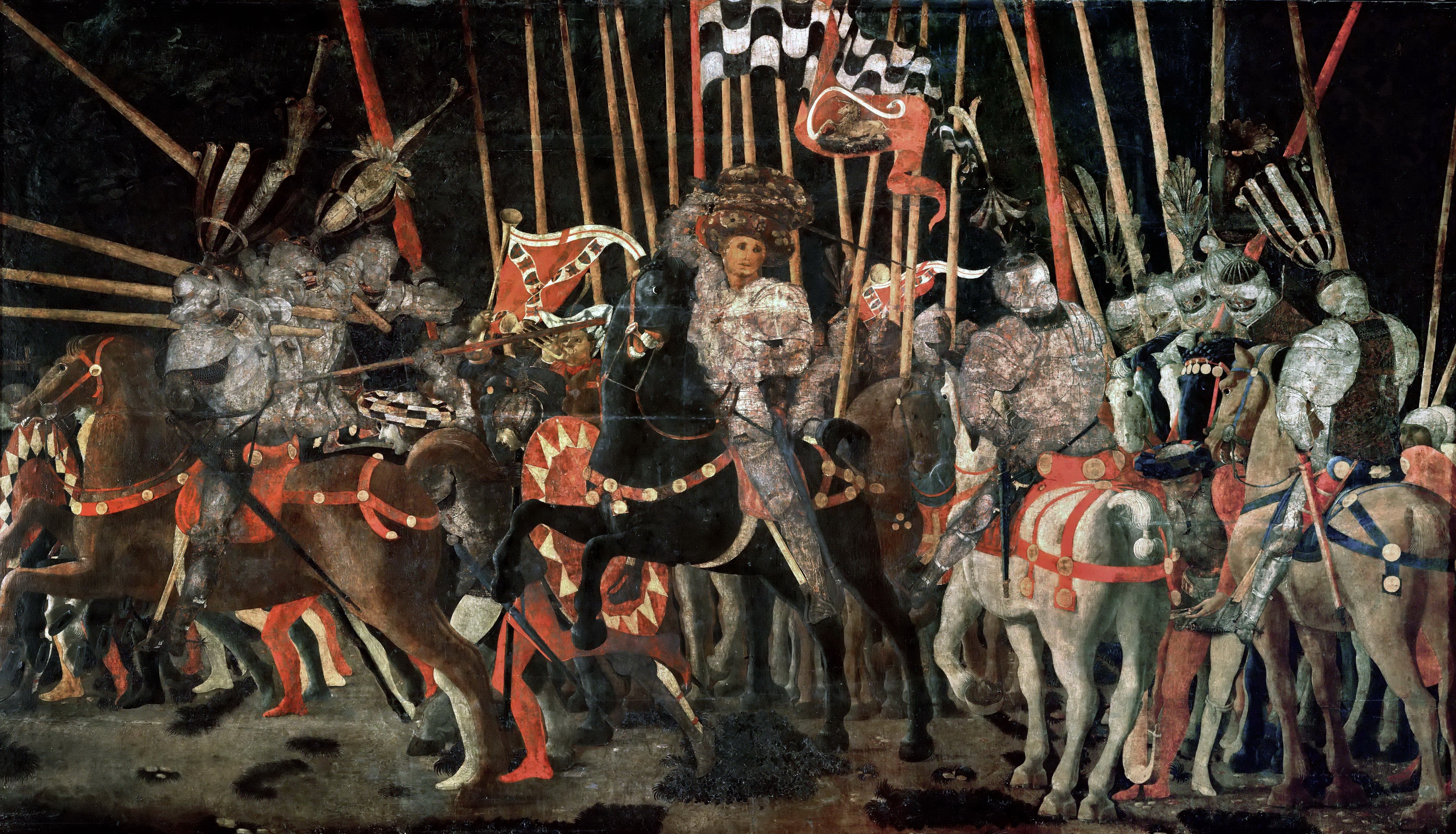
L'intervento decisivo di Micheletto Attendolo, pannello della Battaglia di San Romano di Paolo Uccello, 1438, Museo del Louvre, Parigi

Nel 1431 fu al servizio della Repubblica di Firenze e partecipò, come capitano generale delle truppe fiorentine, al fianco di Niccolò da Tolentino alla battaglia di San Romano, storica battaglia tra fiorentini e senesi, questi ultimi alleati dei milanesi, del 1º giugno 1432. In quella occasione i senesi, guidati da Bernardino Ubaldini della Carda, erano in netta superiorità, ma i fiorentini, comandati da Niccolò da Tolentino, dopo essersi spinti per una ricognizione presso la torre di San Romano, nei pressi di Montopoli in Val d'Arno, decisero di attaccarli improvvisamente; grazie all'intervento del Micheletto, sopraggiunto con una colonna di rinforzi, i senesi stremati dalla battaglia si diedero precipitosamente alla fuga. La battaglia è nota anche per essere stata ricordata nel dipinto di Paolo Uccello.
Più tardi il Codignola fu al soldo di Renato d'Angiò-Valois per difendere il Regno di Napoli dalle pretese degli Aragonesi da maggio 1435 ad aprile 1439.

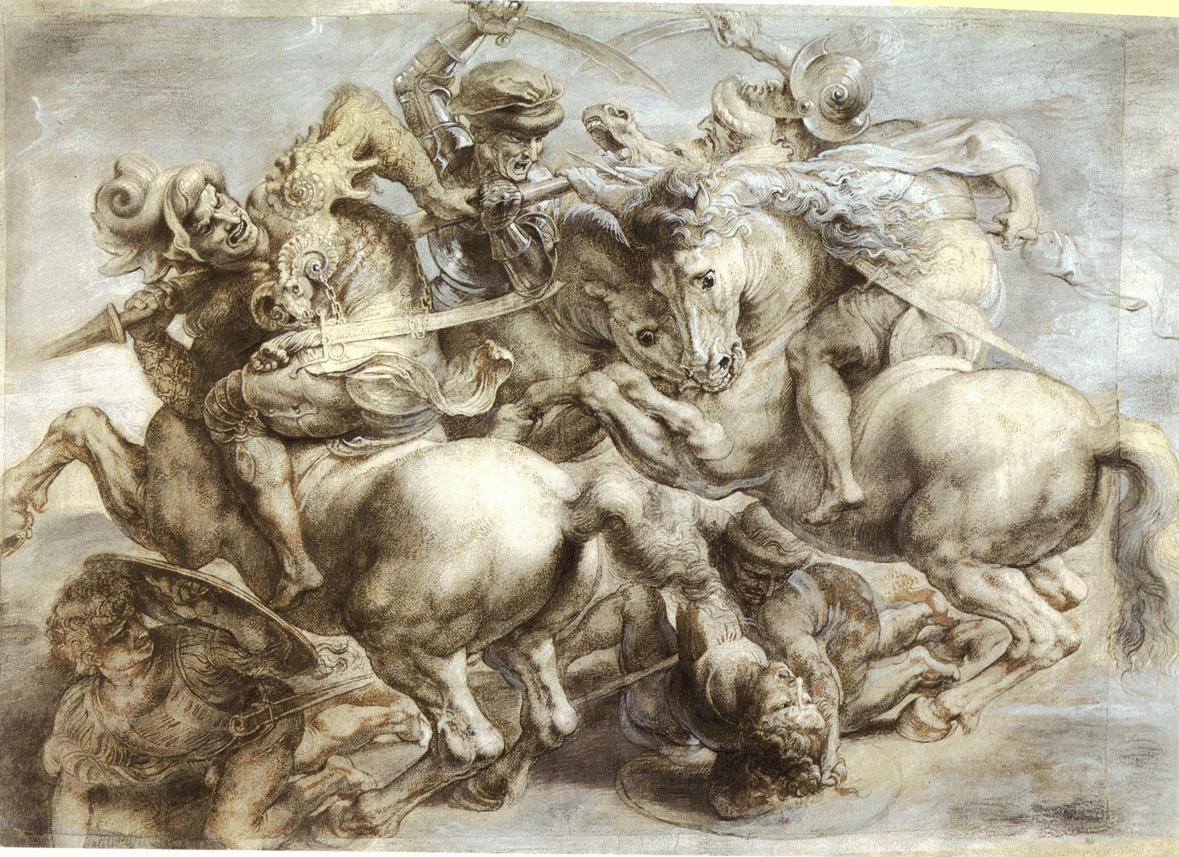
Peter Paul Rubens, Battaglia di Anghiari, copia dell'omonima opera di Leonardo da Vinci. Michele Attendolo è raffigurato in basso a sinistra

Nel 1440 fu di nuovo al servizio della Repubblica di Firenze e in tale occasione sconfisse ad Anghiari Niccolò Piccinino, schierato dalla parte dei milanesi. Nel 1441 stipulò una tregua con la Repubblica di Venezia e venne nominato Capitano Generale al posto del Gattamelata, a gennaio contrastò gli Aragonesi negli Abruzzi.
Micheletto Attendolo guidò l'armate della Serenissima alla conquista di Lecco nel 1447, venendo però sconfitto dai Milanesi. Venne sollevato dal comando e confinato a Conegliano. Morì nel 1463.

## Archivio
Con l'archivio dell'operatore economico Iacopo Viviani è pervenuto anche quello della compagnia di ventura del suo antenato Michele Attendolo di Cotignola, costituito 55 unità comprendenti giornali delle paghe dei soldati, bollette delle ferme e libri di debitori e creditori dal 1424 al 1448. Il fondo è conservato presso la Fraternita dei Laici di Arezzo.